# Focke-Wulf Fw 57
Focke-Wulf Fw 57 là một mẫu thử máy bay tiêm kích-bom của Đức quốc xã vào năm 1936.

## Tính năng kỹ chiến thuật (Fw 57 V1)
Dữ liệu lấy từ Warplanes of the Third Reich
Đặc điểm tổng quát
- Kíp lái: 3
- Chiều dài: 16,40 m (53 ft 9⅔ in)
- Sải cánh: 25 m (82 ft 0 in)
- Chiều cao: 4,10 m (13 ft 5⅓ in)
- Diện tích cánh: 73,5 m² (791,15 ft²)
- Trọng lượng rỗng: 6.814 kg (14.991 lb)
- Trọng lượng có tải: 8.317 kg (18.298 lb)
- Động cơ: 2 × Daimler-Benz DB 600A, 679 kW (910 hp)  mỗi chiếc

 Hiệu suất bay 
- Vận tốc cực đại: 404 km/h (218 knot, 251 mph) trên độ cao 3.000 m (9.850 ft)
- Vận tốc hành trình: 374 km/h (201 knot, 232 mph)
- Trần bay: 9.100 m (29.855 ft)

Trang bị vũ khí

- Súng: 3 × Pháo MG FF 20 mm
- Bom: 6 x bom 100 kg (220 lb)